# Шорш Халид Саид
Шорш Халид Саид (род. 1965 год, Эрбиль) — иракский дипломат. Чрезвычайный и Полномочный Посол Ирака на Украине (2010—2016).

## Биография
Родился в 1965 году в городе Эрбиль. В 1993 году окончил Санкт-Петербургский горный университет, получив степень магистра геодезии.
В 1993—1996 годах — заместитель руководителя офиса по связям с общественностью Союза партий Курдистана.
В 1997—2007 годах — представитель Правительства Иракского Курдистана в Москве. Одновременно в 1999—2004 годах — главный редактор газеты «Новый Курдистан», которая выходит в Москве на русском языке;
В 2009 году получил дипломатический ранг Посла при Министерстве иностранных дел Ирака.
С 27 августа 2010 — Чрезвычайный и Полномочный Посол Республики Ирак на Украине. Покинул пост в октябре 2016 года, после вступления в должность его преемника Бакира Ахмада Азиза Аль-Джафа.
В 2017—2018 годах был заместителем министра иностранных дел Ирака, ответственным за финансовые, административные и протокольные вопросы, а также вопросы прав человека. В 2018 году назначен Чрезвычайным и Полномочным Послом Республики Ирак в Греции, вручил верительные грамоты 18 декабря 2018 года.

## Личная жизнь
Женат, имеет двоих детей. Владеет курдским, арабским, русским, персидским и английским языками.